# Hommes
Hommes település Franciaországban, Indre-et-Loire megyében. Lakosainak száma 867 fő (2022. január 1.). Hommes Avrillé-les-Ponceaux, Channay-sur-Lathan, Continvoir, Rillé és Savigné-sur-Lathan községekkel határos.

## Népesség
A település népességének változása:
| Lakosok száma | 814  | 673  | 648  | 742  | 895  | 882  | 886  | 875  | 869  | 867  |
|               | 1968 | 1982 | 1990 | 2006 | 2013 | 2015 | 2017 | 2019 | 2020 | 2022 |